# Yo Yo Band
Yo Yo Band je česká hudební skupina založená roku 1975 Richardem Tesaříkem, Vladimírem Tesaříkem, Ondřejem Hejmou a Juliusem Novotným-Kuzmou. Mezi jejich nejúspěšnější hity patří především ty z 90. let, což jsou písně jako např. Karviná, Jedem do Afriky, Rybitví či Kladno.

## Historie

### 1975-1985
Hudební skupina Yo Yo Band vznikla na podzim roku 1975. Mezi její zakládající členy patřili Richard a Vladimír Tesaříkovi, Ondřej Hejma a Julius Novotný-Kuzma.
Nejprve byla skupina Yo Yo Band vokálním kvartetem zaměřujícím se hlavně na černošský spirituál a gospel. Jsou považováni za průkopníky tohoto stylu v Československu. V roce 1980 se však vyměnila polovina členů kapely a k sourozencům Tesaříkovým přibyli Jindřich Malík a Luděk Walter. Změnil se i hudební styl a v hudebním repertoáru skupiny se začaly objevovat prvky reggae. O čtyři roky později zůstanou ze skupiny pouze bratři Tesaříkovi a Miroslav Linhart, který hrál v doprovodné kapele Yo Yo Bandu. Tito tři členové utvoří trio a kapela se začne věnovat vlastní tvorbě. Později se ke kapele přidává i trumpetista Roman Kubát a kapela se přeorientovává na styl latino a reggae.

### 1986-1994
Yo Yo Band se rozrostl o další členy, přibyl Imran Musa Zangi na konga, Jan Mann na perkuse a vokalista Jiří Šíma. V roce 1990 pak vydali LP Lehkou chůzí, které obsahovalo i oblíbený hit Kladno. O 3 roky později vydává skupina desku Karviná, která je o rok později nominovaná na 4 české Grammy, z čehož tři získala. Ve stejném roce kapelu opustili hudebníci Jan Mann a Imran Musa Zangi.

#### Rybitví
Píseň Rybitví z alba Karviná se v soutěži Grammy stala Skladbou roku 1993 a zařadila se k nejúspěšnějším písním Yo Yo Bandu. Proslavila nejen stejnojmennou obec ve východních Čechách. Text písně, napsaný Richardem Tesaříkem na svižnou melodii složenou jeho bratrem Vladimírem, uvádí i další místa původu „nejlepších holek“: Holostřevy, Vlachovo Březí, Kozolupy, Pičín, Kozomín, Řitku, Černý Vůl, Solopysky a Dejvice. Jejich názvy Tesaříka zaujaly při cestách po Čechách, pouze Nedvězí Mejto si vymyslel. V roce 2007 obdrželi bratři Tesaříkové jakožto největší propagátoři obce Rybitví její čestné občanství.

### 1995-dnes
Roku 1995 do kapely přichází noví členové - Pavel Razím na bicí a Peter Pavlík na basovou kytaru. Toho roku vydali CD Jenom kouř, o dva roky později vydali již sedmé album, Gejza. V roce 1999 si Richard a Vladimír Tesaříkovi zahráli v muzikálu Janka Ledeckého Hamlet. Toho roku také bratři vydali své první samostatné album Plavu si, ani nevím jak.
O dva roky později kapela nahrála CD Souboj na kuchyňský nože, obsahující např. stejnojmennou skladbu Souboj na kuchyňský nože nebo skladby Já si lítám a Austrálie. Roku 2003 zemřel Vladimír Tesařík, dosavadní kapelník, ale skupina pokračovala dál v činnosti.

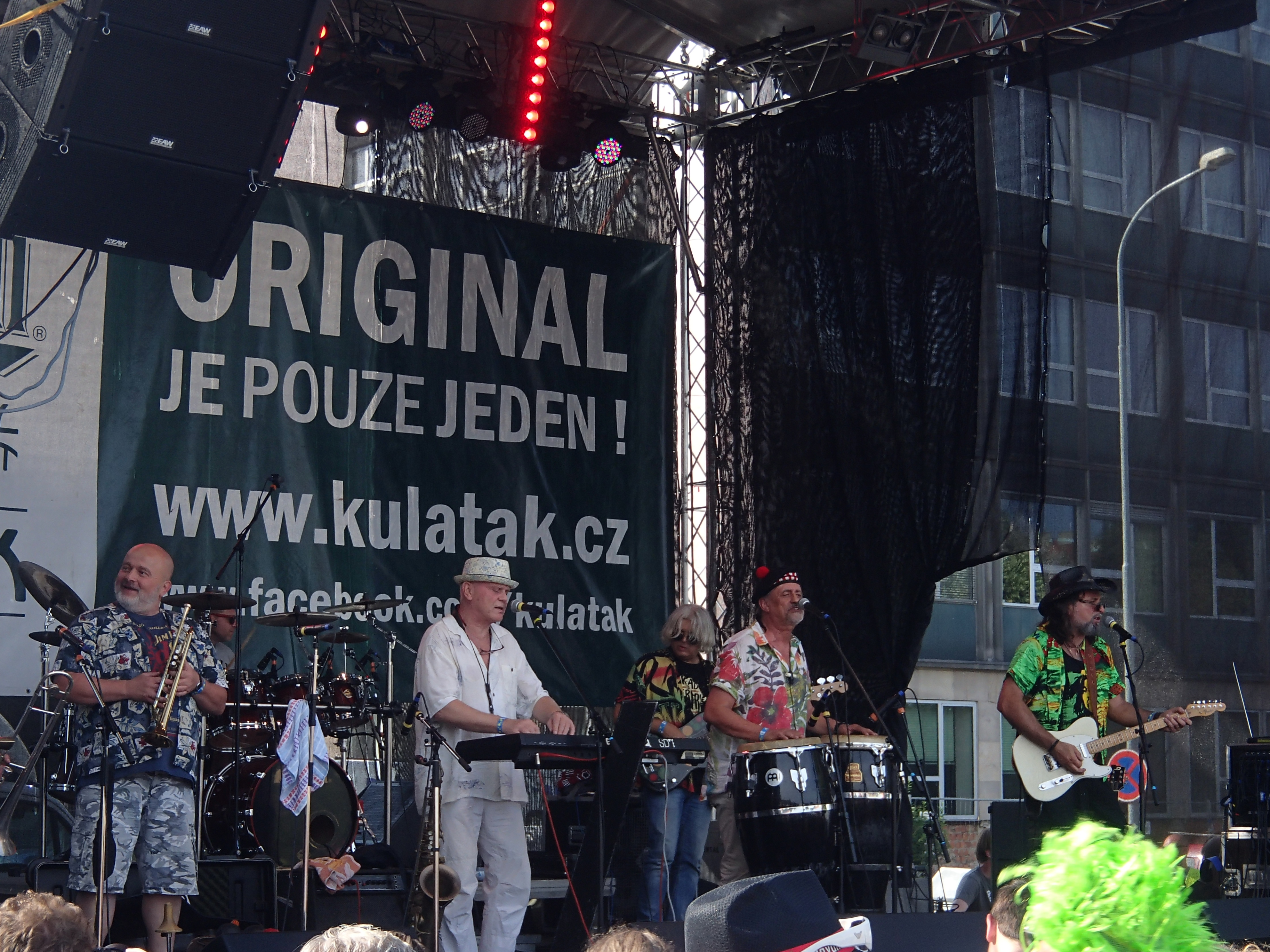
Koncert Yo Yo Bandu v roce 2015

V roce 2004 sestavu doplnil trombonista Jan Šatra, o dva roky později vystřídal Petra Pavlíka na postu baskytaristy Václav Novotný. Roku 2018 kapelu opustil Roman Kubát, který odešel do Českého národního orchestru. Ve stejném roce se pak kapela naopak rozrostla o dalšího člena, Romana Němce hrajícího na trubku.

## Současní členové
- Richard Tesařík – zpěv, perkuse
- Miroslav Linhart – kytara, zpěv
- Jiří Šíma – tenorsaxofon, klávesy, zpěv
- Roman Kubát – trubka
- Pavel Razím – bicí
- Václav Novotný – baskytara
- Jan Šatra – pozoun

## Dřívější členové
- Vladimír Tesařík (1947–2003) – zpěv, klávesy
- Peter Pavlík – basa
- Ondřej Hejma
- Julius Novotný-Kuzma
- Jan Mann – bicí, perkuse
- Jiří Chlumecký
- Antonín Smrčka
- Imran Musa Zangi – conga, perkuse

## Ocenění
- 1994 České Grammy -3 hlavní ceny za skladbu, desku a hudební skupinu roku
- 1994 Platinová deska za prodej 130 000 nosičů alba Karviná
- 2007 4. místo v soutěži Český Slavík

## Diskografie
- 1982 Reggae jenom tak/Já se s tebou loučím - Panton, SP
- 1985 Kamila/Královna tancovaček - Panton, SP
- 1986 To teda ne ne ne/Zády k sobě - Panton, SP
- 1987 Velbloud, ten se má... - Panton, LP
- 1988 Do bačkor ne... - Panton, LP
- 1990 Lehkou chůzí - Best I.A, LP (reedice na CD v 1993)
- 1993 Lehkou chůzí - Monitor, CD (reedice LP z 1990)
- 1993 Karviná - Bonton, LP, CD
- 1994 Best of YOYO Band - Monitor EMI, CD
- 1994 Dej mi prachy na klobouk - Bonton, CD
- 1995 Jenom kouř - Bonton, CD
- 1997 Gejza - Bonton, CD
- 2001 Velbloud, ten se má.../Do bačkor ne... - , 2CD
- 2001 Souboj na kuchyňský nože - Česká hudba s.r.o., CD
- 2004 Trocha z nejlepšího a ještě něco… - Supraphon, CD

## Kompilace
- 2003 To byl váš hit - 90. léta - Levné knihy a FR centrum, CD - 03. Rybitví
- 2005 Hitparáda 90. let - Supraphon, 2CD - 04. Kladno -cd1/13. Karviná -cd2
- 2007 Nejlepší výběr 90. let všech dob - Universal Music, 2CD - 18. Rybitví